# Il postino Joseph Roulin
Il postino Joseph Roulin è un dipinto del pittore olandese Vincent van Gogh, realizzato nel 1888 e conservato al Museum of Fine Arts di Boston.

## Il ritrattato: Joseph Roulin

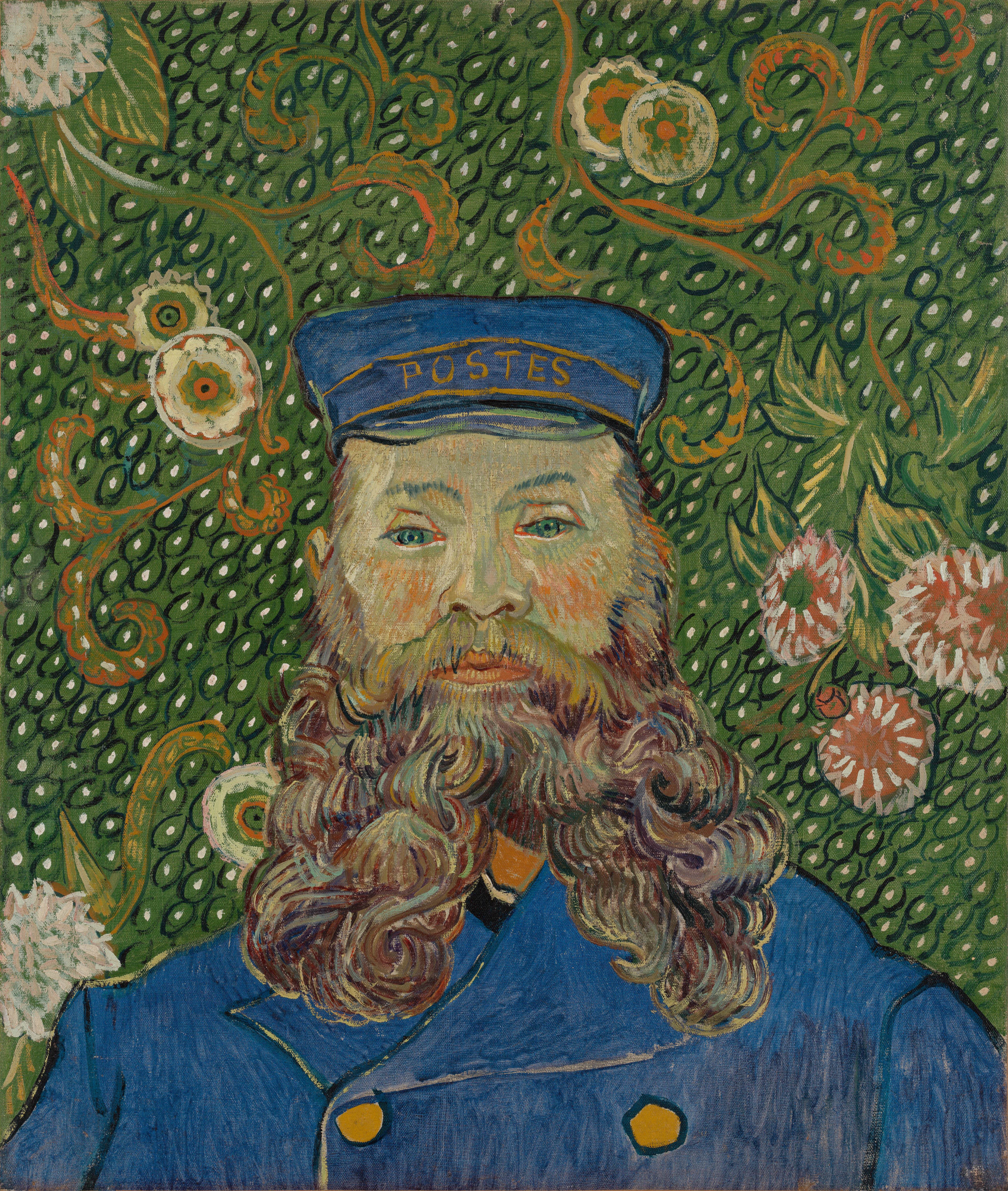
Vincent van Gogh, Ritratto di Joseph Roulin (Arles, aprile 1889); olio su tela, 65×54,5 cm, Museum of Modern Art, New York. F 436, JH 1675.

Joseph Roulin era un uomo «con una grande barba, molto simile a Socrate» che lavorava come smistatore di posta presso la stazione ferroviaria di Arles, ridente cittadina provenzale dove van Gogh si era trasferito nel febbraio 1888. Tra Vincent e Joseph si instaurò subito un sincero affetto oltre che una vicendevole stima, apertamente espressa dal pittore in una lettera indirizzata al fratello Théo:
(Vincent van Gogh)
Roulin era un fervente socialista, amava godersi i buoni alcolici ed era un padre di famiglia buono e caritatevole: van Gogh, che frequentava spesso casa Roulin, vedeva proiettate nell'amico postino e nella sua etica esemplare (kierkegaardianamente intesa) tutte le sue aspirazioni esistenziali, frustate purtroppo a causa delle sue sfortunate esperienze amorose e lavorative. Lo stesso Roulin, incurante delle malignità che circolavano su quello che ad Arles era sprezzantemente soprannominato fou-rou [rosso folle], voleva molto bene a Vincent e, dopo il triste episodio dell'autorecisione dell'orecchio, lo accompagnò amorevolmente all'ospedale, lo andava a visitare ogni giorno e accettò di tenere al corrente Théo dei vari sviluppi diagnostici.

## Descrizione
Van Gogh ritrasse Joseph Roulin e i membri della sua famiglia numerose volte. Augustine, la moglie, compare ad esempio nelle cinque versioni dell'opera La Berceuse: di Joseph, invece, abbiamo un famoso ritratto del 1888, oggi esposto al museo di Boston, e diversi mezzi busti, di cui uno dallo sfondo splendente di un giallo cromo intenso e altri tre che presentano al contrario un fondale molto decorativo, con le varie ornamentazioni fitomorfe che, sviluppandosi in fiori, boccioli e figure geometriche, rinnegano la pittura au premier coup degli esordi e prolungano il contatto, seppur figurativo e non reale, tra van Gogh e l'amico postino.

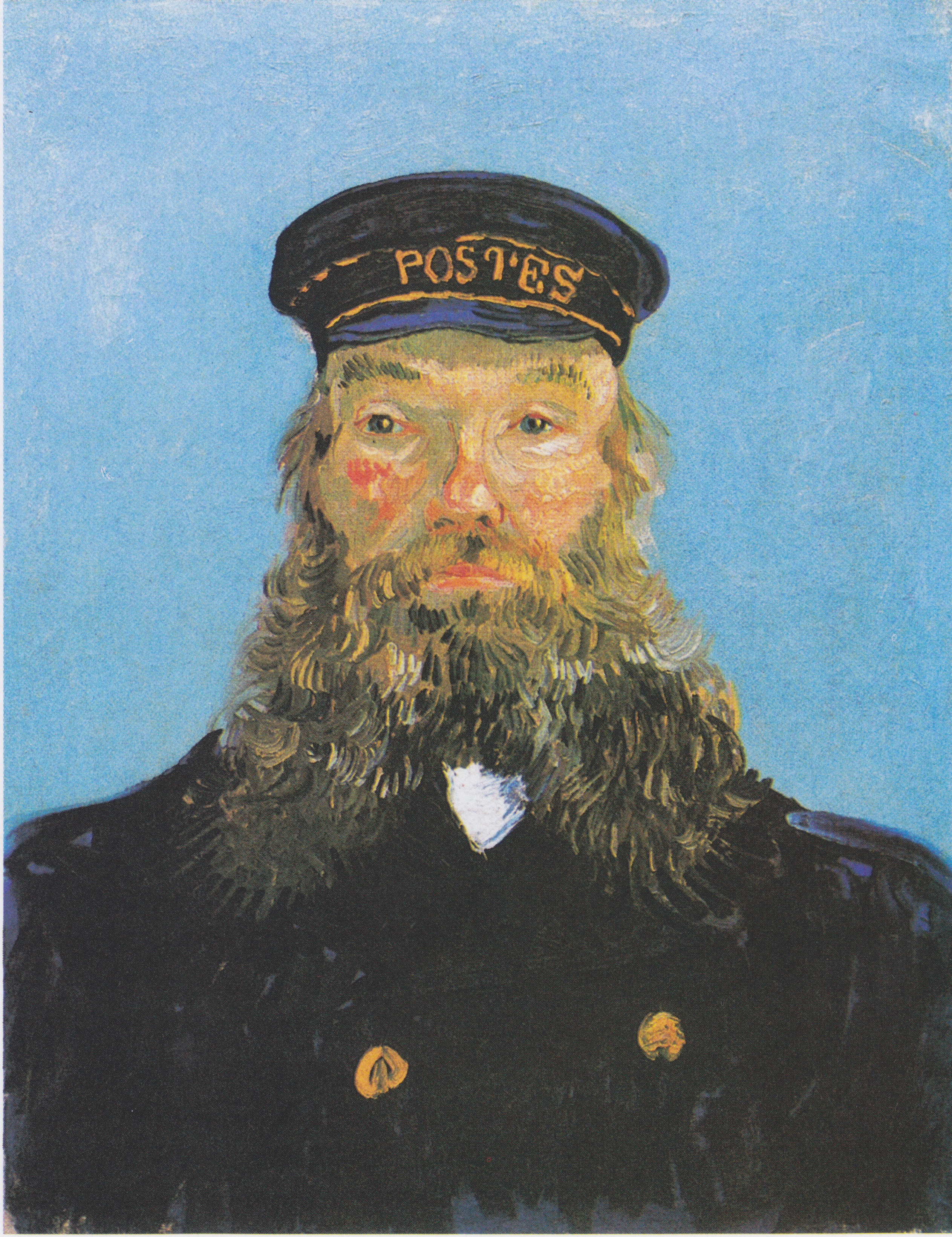
Vincent van Gogh, Ritratto di Joseph Roulin (Arles, inizio agosto 1888); olio su tela, 64×48 cm, Detroit Institute of Arts. F 433, JH 1524.

Ora si provvederà all'analisi dell'opera di Boston, che è quella più famosa. Il postino Roulin è ritratto con la sua uniforme gallonata, con l'abito color turchese scuro e il cappello recante la scritta POSTES a caratteri cubitali. Il suo incarnato, roseo e florido, viene ravvivato non solo dalle sue iridi di un celeste intenso, ma anche da alcuni inserti rossi e azzurri e dalla presenza della sua «barba  ispida, come di stoppie», la cui «ruvidezza spinosa» è resa con «un irto contesto di pennellate secche, dure» (Giulio Carlo Argan). L'imponente e iconica figura di Roulin è poi accompagnata da una sedia di vimini dalle forme curve e aeree e da un tavolo, del quale è appena visibile lo spigolo a destra. Nessuna allusione spaziale altera l'osservazione, che si concentra su Roulin grazie alla presenza di uno sfondo monocromo tinto di un celeste energico e quasi giocondo. Come altrove in van Gogh, poi, qui la tavolozza è ristretta a pochi colori sapientemente dosati e alternati tra di loro, in questo caso il blu (ripreso e variato nelle sue molteplici sfumature) e il giallo.
L'opera, oggi una delle più famose di van Gogh, secondo il critico d'arte Giulio Carlo Argan condensa splendidamente la sua filosofia artistica:
(Giulio Carlo Argan)